# 雅洛娜
雅洛娜（英語：Ialonus Contrebis）。古罗马时代的凯尔特人所尊奉的神灵，在凯尔特神话中具有极为重要的影响与意义。现已发现不少以其形象作为表现对象的艺术作品。因為史料阙如，故此后世对其内涵众说纷纭。

## 扩展阅读
- Miranda Green (1997). Dictionary of Celtic Myth and Legend. Thames and Hudson Ltd, London.